# Coppa del Mondo di salto con gli sci 2011
La Coppa del Mondo di salto con gli sci 2011, trentaduesima edizione della manifestazione organizzata dalla Federazione Internazionale Sci, ebbe inizio il 27 novembre 2010 a Kuusamo, in Finlandia, e si concluse il 20 marzo 2011 a Planica, in Slovenia. Furono disputate le 26 gare individuali previste, tutte maschili, in 17 differenti località: 19 su trampolino lungo, 7 su trampolino per il volo (nessuna su trampolino normale). Furono inserite nel calendario 5 gare a squadre, valide ai fini della classifica per nazioni.
Non venne più disputato il Nordic Tournament. Nel corso della stagione si tennero a Oslo i Campionati mondiali di sci nordico 2011, non validi ai fini della Coppa del Mondo, il cui calendario contemplò dunque un'interruzione tra febbraio e marzo.
L'austriaco Thomas Morgenstern si aggiudicò sia la coppa di cristallo, il trofeo assegnato al vincitore della classifica generale, sia il Torneo dei quattro trampolini; il suo connazionale Gregor Schlierenzauer vinse la Coppa di volo. Simon Ammann era il detentore uscente della Coppa generale, Andreas Kofler del Torneo.

## Risultati
| Data                          | Località               | Nazione   | Trampolino                 | Spec. | Primo                                                                           | Secondo                                                                    | Terzo                                                                    |
| ----------------------------- | ---------------------- | --------- | -------------------------- | ----- | ------------------------------------------------------------------------------- | -------------------------------------------------------------------------- | ------------------------------------------------------------------------ |
| 27 novembre 2010              | Kuusamo                | Finlandia | Rukatunturi HS142          | TL    | Austria Thomas Morgenstern Wolfgang Loitzl Andreas Kofler Gregor Schlierenzauer | Norvegia Bjørn Einar Romøren Anders Bardal Anders Jacobsen Tom Hilde       | Giappone Shōhei Tochimoto Noriaki Kasai Taku Takeuchi Daiki Itō          |
| 28 novembre 2010              | Kuusamo                | Finlandia | Rukatunturi HS142          | LH    | Andreas Kofler                                                                  | Thomas Morgenstern                                                         | Simon Ammann                                                             |
| 1º dicembre 2010              | Kuopio                 | Finlandia | Puijo HS127                | LH    | Ville Larinto                                                                   | Matti Hautamäki                                                            | Simon Ammann                                                             |
| 4 dicembre 2010               | Lillehammer            | Norvegia  | Lysgårdsbakken HS138       | LH    | Thomas Morgenstern                                                              | Johan Remen Evensen                                                        | Tom Hilde                                                                |
| 5 dicembre 2010               | Lillehammer            | Norvegia  | Lysgårdsbakken HS138       | LH    | Thomas Morgenstern                                                              | Ville Larinto                                                              | Simon Ammann                                                             |
| 11 dicembre 2010              | Harrachov              | Rep. Ceca | Čerťák HS142               | LH    | annullata                                                                       | annullata                                                                  | annullata                                                                |
| 12 dicembre 2010              | Harrachov              | Rep. Ceca | Čerťák HS142               | LH    | annullata                                                                       | annullata                                                                  | annullata                                                                |
| 17 dicembre 2010              | Engelberg              | Svizzera  | Gross-Titlis-Schanze HS137 | LH    | Thomas Morgenstern                                                              | Andreas Kofler                                                             | Wolfgang Loitzl                                                          |
| 18 dicembre 2010              | Engelberg              | Svizzera  | Gross-Titlis-Schanze HS137 | LH    | Thomas Morgenstern                                                              | Adam Małysz                                                                | Matti Hautamäki                                                          |
| 19 dicembre 2010              | Engelberg              | Svizzera  | Gross-Titlis-Schanze HS137 | LH    | Andreas Kofler                                                                  | Thomas Morgenstern                                                         | Adam Małysz                                                              |
| Torneo dei quattro trampolini |                        |           |                            |       |                                                                                 |                                                                            |                                                                          |
| 29 dicembre 2010              | Oberstdorf             | Germania  | Schattenberg HS137         | LH    | Thomas Morgenstern                                                              | Matti Hautamäki                                                            | Manuel Fettner                                                           |
| 1º gennaio 2011               | Garmisch-Partenkirchen | Germania  | Große Olympiaschanze HS140 | LH    | Simon Ammann                                                                    | Pavel Karelin                                                              | Adam Małysz                                                              |
| 3 gennaio 2011                | Innsbruck              | Austria   | Bergisel HS130             | LH    | Thomas Morgenstern                                                              | Adam Małysz                                                                | Tom Hilde                                                                |
| 6 gennaio 2011                | Bischofshofen          | Austria   | Paul Ausserleitner HS140   | LH    | Tom Hilde                                                                       | Thomas Morgenstern                                                         | Andreas Kofler                                                           |
| 8 gennaio 2011                | Harrachov              | Rep. Ceca | Čerťák HS205               | FH    | Martin Koch                                                                     | Thomas Morgenstern                                                         | Adam Małysz                                                              |
| 9 gennaio 2011                | Harrachov              | Rep. Ceca | Čerťák HS205               | FH    | Thomas Morgenstern                                                              | Simon Ammann                                                               | Roman Koudelka                                                           |
| 15 gennaio 2011               | Sapporo                | Giappone  | Ōkurayama HS134            | LH    | Severin Freund                                                                  | Thomas Morgenstern                                                         | Adam Małysz                                                              |
| 16 gennaio 2011               | Sapporo                | Giappone  | Ōkurayama HS134            | LH    | Andreas Kofler                                                                  | Severin Freund                                                             | Thomas Morgenstern                                                       |
| 21 gennaio 2011               | Zakopane               | Polonia   | Wielka Krokiew HS134       | LH    | Adam Małysz                                                                     | Andreas Kofler                                                             | Severin Freund                                                           |
| 22 gennaio 2011               | Zakopane               | Polonia   | Wielka Krokiew HS134       | LH    | Simon Ammann                                                                    | Thomas Morgenstern                                                         | Tom Hilde                                                                |
| 23 gennaio 2011               | Zakopane               | Polonia   | Wielka Krokiew HS134       | LH    | Kamil Stoch                                                                     | Tom Hilde                                                                  | Michael Uhrmann                                                          |
| Torneo a squadre              |                        |           |                            |       |                                                                                 |                                                                            |                                                                          |
| 29 gennaio 2011               | Willingen              | Germania  | Mühlenkopf HS145           | TL    | Austria Martin Koch Gregor Schlierenzauer Andreas Kofler Thomas Morgenstern     | Germania Michael Uhrmann Martin Schmitt Michael Neumayer Severin Freund    | Polonia Kamil Stoch Piotr Żyła Stefan Hula Adam Małysz                   |
| 30 gennaio 2011               | Willingen              | Germania  | Mühlenkopf HS145           | LH    | Severin Freund                                                                  | Martin Koch                                                                | Simon Ammann                                                             |
| 2 febbraio 2011               | Klingenthal            | Germania  | Vogtland Arena HS140       | LH    | Kamil Stoch                                                                     | Thomas Morgenstern                                                         | Simon Ammann                                                             |
| 5 febbraio 2011               | Oberstdorf             | Germania  | Heini Klopfer HS213        | FH    | Martin Koch                                                                     | Tom Hilde                                                                  | Gregor Schlierenzauer                                                    |
| 6 febbraio 2011               | Oberstdorf             | Germania  | Heini Klopfer HS213        | TL    | Austria Thomas Morgenstern Andreas Kofler Gregor Schlierenzauer Martin Koch     | Norvegia Johan Remen Evensen Anders Jacobsen Bjørn Einar Romøren Tom Hilde | Germania Michael Neumayer Richard Freitag Michael Uhrmann Severin Freund |
| 12 febbraio 2011              | Vikersund              | Norvegia  | Vikersundbakken HS207      | FH    | Johan Remen Evensen Gregor Schlierenzauer                                       |                                                                            | Simon Ammann                                                             |
| 13 febbraio 2011              | Vikersund              | Norvegia  | Vikersundbakken HS207      | FH    | Gregor Schlierenzauer                                                           | Johan Remen Evensen                                                        | Adam Małysz                                                              |
| 12 marzo 2011                 | Lahti                  | Finlandia | Salpausselkä HS130         | TL    | Austria Gregor Schlierenzauer Martin Koch Andreas Kofler Thomas Morgenstern     | Norvegia Anders Bardal Johan Remen Evensen Anders Jacobsen Tom Hilde       | Polonia Tomasz Byrt Piotr Żyła Kamil Stoch Adam Małysz                   |
| 13 marzo 2011                 | Lahti                  | Finlandia | Salpausselkä HS130         | LH    | Simon Ammann                                                                    | Andreas Kofler                                                             | Severin Freund                                                           |
| 18 marzo 2011                 | Planica                | Slovenia  | Letalnica HS215            | FH    | Gregor Schlierenzauer                                                           | Thomas Morgenstern                                                         | Martin Koch                                                              |
| 19 marzo 2011                 | Planica                | Slovenia  | Letalnica HS215            | TL    | Austria Thomas Morgenstern Andreas Kofler Martin Koch Gregor Schlierenzauer     | Norvegia Anders Bardal Johan Remen Evensen Bjørn Einar Romøren Tom Hilde   | Slovenia Peter Prevc Jernej Damjan Jurij Tepeš Robert Kranjec            |
| 20 marzo 2011                 | Planica                | Slovenia  | Letalnica HS215            | FH    | Kamil Stoch                                                                     | Robert Kranjec                                                             | Adam Małysz                                                              |

Legenda:

LH = trampolino lungo

FH = volo con gli sci

TL = gara a squadre

## Classifiche

### Generale
| Pos. | Nome                  | Nazione   | Punti |
| ---- | --------------------- | --------- | ----- |
| 1    | Thomas Morgenstern    | Austria   | 1757  |
| 2    | Simon Ammann          | Svizzera  | 1364  |
| 3    | Adam Małysz           | Polonia   | 1153  |
| 4    | Andreas Kofler        | Austria   | 1128  |
| 5    | Tom Hilde             | Norvegia  | 903   |
| 6    | Martin Koch           | Austria   | 840   |
| 7    | Severin Freund        | Germania  | 769   |
| 8    | Matti Hautamäki       | Finlandia | 764   |
| 9    | Gregor Schlierenzauer | Austria   | 761   |
| 10   | Kamil Stoch           | Polonia   | 739   |

### Torneo dei quattro trampolini

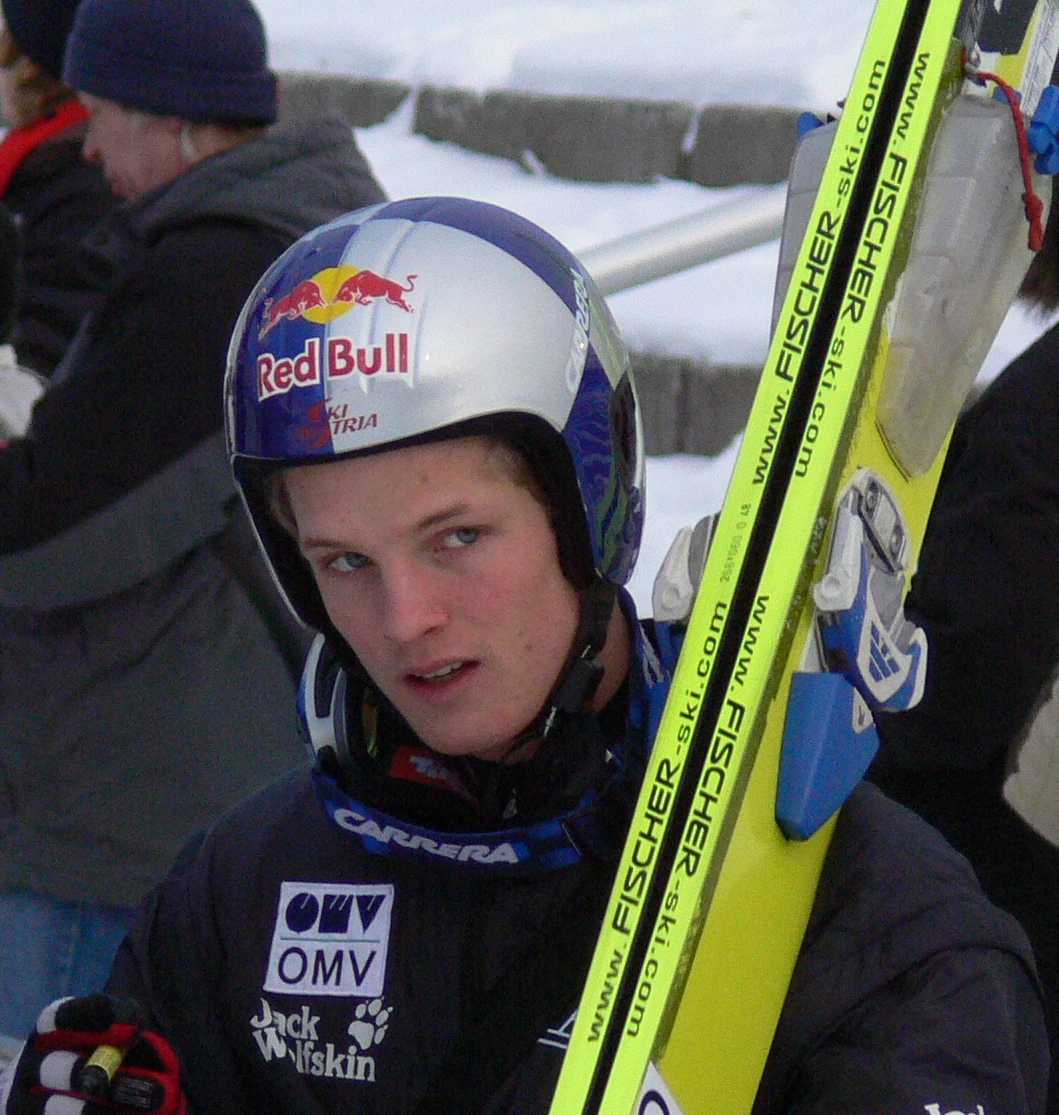
Thomas Morgenstern

| Pos. | Nome               | Nazione  | Punti |
| ---- | ------------------ | -------- | ----- |
| 1    | Thomas Morgenstern | Austria  | 959   |
| 2    | Simon Ammann       | Svizzera | 928   |
| 3    | Tom Hilde          | Norvegia | 895   |
| 4    | Manuel Fettner     | Austria  | 882   |
| 5    | Martin Koch        | Austria  | 881   |

### Volo

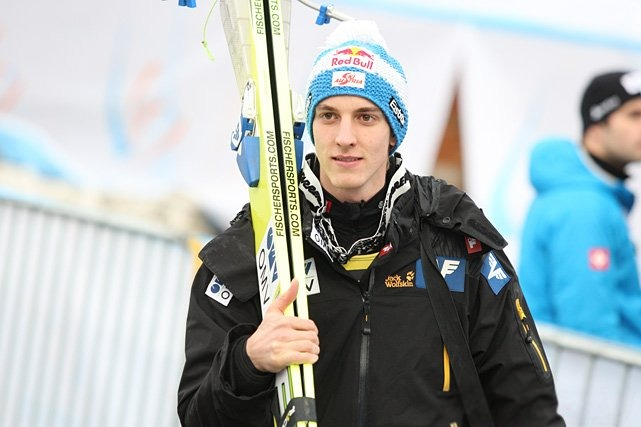
Gregor Schlierenzauer

| Pos. | Nome                  | Nazione  | Punti |
| ---- | --------------------- | -------- | ----- |
| 1    | Gregor Schlierenzauer | Austria  | 475   |
| 2    | Martin Koch           | Austria  | 387   |
| 3    | Thomas Morgenstern    | Austria  | 378   |
| 4    | Adam Małysz           | Polonia  | 347   |
| 5    | Simon Ammann          | Svizzera | 311   |

### Torneo a squadre
| Pos. | Nazione   | Punti  |
| ---- | --------- | ------ |
| 1    | Austria   | 4564,2 |
| 2    | Norvegia  | 4312,8 |
| 3    | Germania  | 4302,6 |
| 4    | Polonia   | 4219,9 |
| 5    | Finlandia | 4135,8 |

### Nazioni
| Pos. | Nazione   | Punti |
| ---- | --------- | ----- |
| 1    | Austria   | 7508  |
| 2    | Norvegia  | 4683  |
| 3    | Polonia   | 3239  |
| 4    | Germania  | 3155  |
| 5    | Finlandia | 2443  |
| 6    | Giappone  | 1697  |
| 7    | Slovenia  | 1668  |
| 8    | Svizzera  | 1364  |
| 9    | Rep. Ceca | 1091  |
| 10   | Russia    | 446   |